# Louargat
Louargat (tiếng Breton: Louergad) là một xã của tỉnh Côtes-d’Armor, thuộc vùng Bretagne, tây bắc Pháp.

## Dân số
Người dân ở Louargat được gọi là Louargatais.